# Josef Cesar

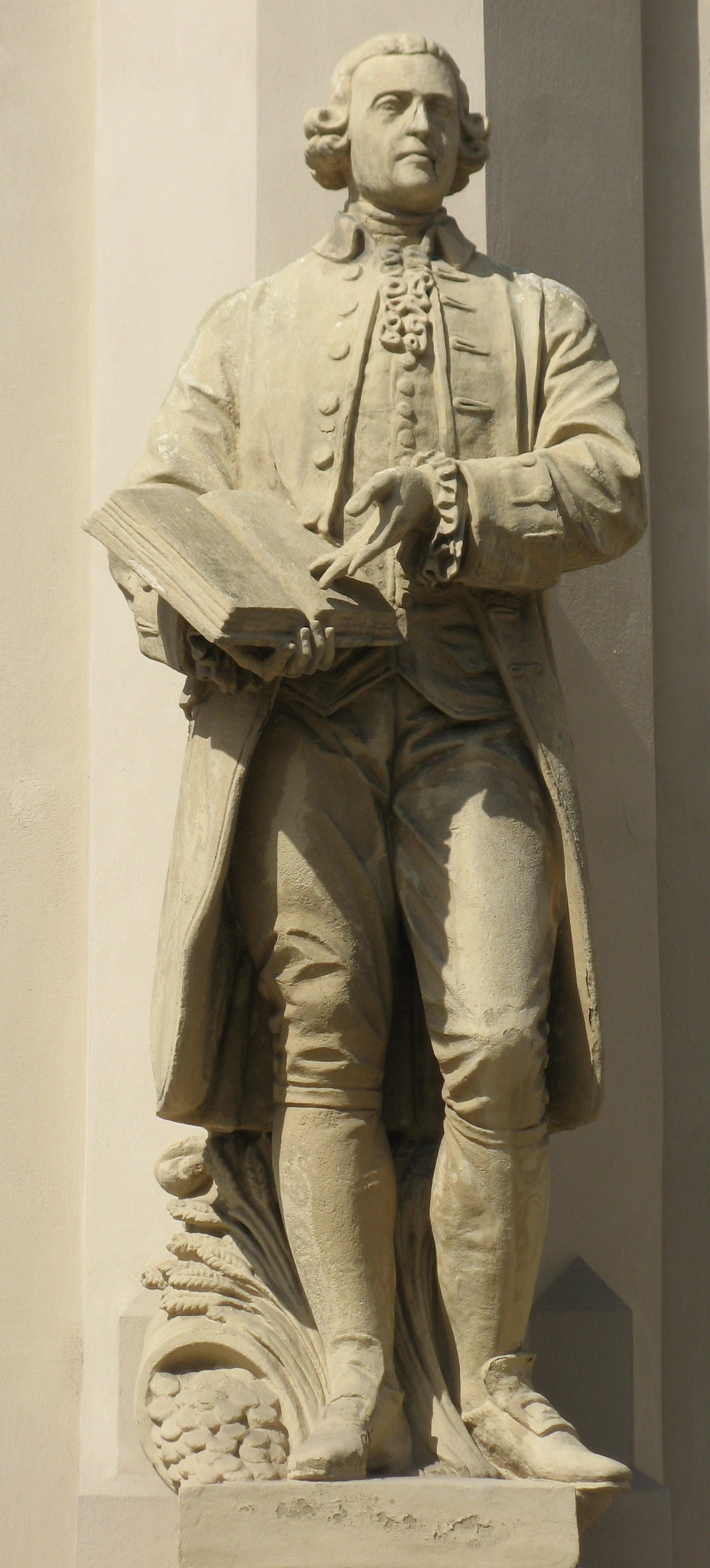
Sandsteinstatue Adam Smith von Josef Cesar (1862)

Josef Cesar (* 1814 in Hernals; † 29. Juni 1876 in Wien) war ein österreichischer Bildhauer und Medailleur.

## Leben
Cesar sollte Geistlicher werden, kam aber 1829 im Alter von 15 Jahren in die Lehre beim Kunstschlosser und Graveur Wielthalm. Er erlernte ab 1832 an der Wiener Akademie die Bildhauerei unter Ludwig Schaller und Käßmann und widmete sich dann unter Ludwig Pichlers Leitung insbesondere der Münz- und Steinschneidekunst. Hierin erlangte er 1836 den Kaiserpreis und ein Stipendium für Rom, wo er bis 1842 verweilte und mehrere Denkmünzen ausführte. 1845 besuchte er auf Staatskosten die bedeutendsten Münzstätten Deutschlands, Frankreichs und Englands, lieferte seitdem meisterhafte Arbeiten und wurde 1848 Mitglied der Wiener Akademie. Gegen das Ende der 1840er Jahre wurde ihm aber dieses Fach durch bürokratische Bevormundung verleidet, so dass er es vorzog, sich der größeren Plastik und dem Kunstgewerbe zu widmen. Seit 1856 war er Modellier-Professor an zwei Realschulen Wiens. Der österreichische Bildhauer Rudolf Weyr zählte zu den Schülern von Cesar.
Cesars bedeutendste Arbeiten sind: der aus Gold, Silber und Elfenbein gefertigte Einband zu den Nibelungen, den Kaiser Franz Joseph I. 1852 der Königin Victoria schenkte, der silberne O’Donnell-Schild (1852), ein silberner Tafelaufsatz von figurenreicher Komposition für den Erzherzog Leopold und das sogenannte goldene Buch für die Stadt Wien, eine Erzstatue der heiligen Helena für Jerusalem (1854), die Sandsteinstatuen von Christoph Kolumbus und von Adam Smith für die Fassade der Handelsakademie (1862) sowie das Marmorstandbild Fischers von Erlach auf der Elisabethbrücke in Wien (1867). Außerdem verfertigte Cesar u. a. 1868 fünfzehn Porträtmedaillons berühmter Schauspieler in Zement an den Logenbrüstungen des Hofoper.